# Abteimühle Kornelimünster
Die Abteimühle Kornelimünster war eine Wassermühle an dem Bach Inde in Aachen-Kornelimünster. Sie wurde im 14. Jahrhundert errichtet und 1977 nach einer wechselvollen Geschichte ihrer Verwendung stillgelegt. Die erhalten gebliebenen und mehrfach umgebauten ehemaligen Mühlengebäude wurden 1980 unter Denkmalschutz gestellt.

## Geschichte

### Abteimühle
Die nachweisliche Geschichte der Mühle beginnt mit einem Eintrag von Abt Arnold II. aus dem Jahr 1331 in den Annalen der Reichsabtei Kornelimünster, in der er der Abtei eine Getreidemühle „an dem upgesprünge“ (am Ursprung/auf dem Areal der Abtei) genehmigte. Damit war sie eine der ältesten und später wohl auch größten Mühlen ihrer Art in dieser Region. Im Jahr 1413 wurde die Abteimühle im Weistum als Bannmühle der Reichsabtei bestätigt, in der die ortsansässigen Landwirte verpflichtet waren, ihr für gewerbliche Zwecke vorgesehenes Getreide mahlen zu lassen und dafür Abgaben an die Abtei zu zahlen.
Seit dem frühen 17. Jahrhundert wurde die Mühle vorrangig als Brauereimühle genutzt, nachdem die Abtei 1621 eine erste 14-jährige Konzession zum Bierbrauen erhalten hatte und daraufhin rund 1000 Hektoliter Bier pro Jahr brauen konnte. Im Verlauf des Dreißigjährigen Krieges erlitt die Mühle schwere Schäden und war erst 1685, nunmehr mit drei oberschlächtigen Wasserrädern zum Mahlen von Korn und einem Rad zum Antrieb einer Säge wieder voll funktionsfähig. Ab etwa 1770 erfolgte die Verpachtung der Abteimühle und bis zur Säkularisation der Abtei im Jahr 1802 wurden die Müller Peter Fischer, Michael Fischer sowie Peter Nießen, dem 1795 ein Prozess wegen Wucherpreise für Brot gemacht worden war, als Pächter verpflichtet.
Erläuterung Mühlenplan Abteimühle: A, B, C und D (blau) = Mühlräder; E, F und G (blau) = Mahlsteine; G = Weg zur Mühle und Brauerei; H = Raum der Mehlmühle; J =  Hühnerstall; K = Brauerei; L = Lager für Kohle; M = Keller der Brauerei, demoliert; N = Raum der Brauerei; O = gemeinsame Treppe der Mühle und der Brauerei; P = Zugang zur Kornkammer; Q = Zimmer der Mühle; R = Mehlmühle; T = Raum mit Säge; X–Y = Sudkessel; Z = Braukessel; Cour = Innenhof

### Industriemühle
Nach fünf Jahren Still- und Leerstand des Mühlen- und Brauereibetriebs infolge der Säkularisation ersteigerte 1807 der Aachener Tuchhändler und Präfekturrat Jakob Friedrich Kolb den Großteil der ehemaligen Abteigebäude und richtete dort eine Tuchfabrik ein, wobei er die vormalige Abteimühle zur Walkmühle und das ehemalige Brauereigebäude zur Färberei umbauen ließ. Diese Anlagen übernahm 1813 nach Kolbs Tod sein Neffe Johann Gottfried Kolb (1772–1835), der sie seinerseits 1822  aus wirtschaftlichen Gründen aufgab.
Erst 1835 erwarb der Aachener Tuchfabrikant und Besitzer der Spinnerei Startz in Aachen Gotthard Startz (1792–1870) die leeren Gebäude und ließ auf den Fundamenten der Mühle seine neue Textilfabrik mit einer neuen Walkmühle mit oberschlächtigem Wasserrad für die Spinnerei aufbauen. Zugleich veranlasste er den Bau eines neuen Speicherbeckens und die Verlegung des vorherigen Mühlenkanals an den heute sichtbaren Verlauf. Die nunmehrige Volltuchfabrik mit der Mühle wurde 1865 dem Aachener Unternehmer Johann Arnold Bischoff und seiner Firma „J. A. Bischoff & Söhne“ übertragen, die diese bis 1896 als Zweigstelle des Aachener Hauptwerks am Kapuzinergraben betrieb.
Nach erneutem mehrjährigem Leerstand übernahm schließlich im Jahr 1906 Rudolf Lupke die Werksanlagen und richtete dort die Reißwollfabrik „Rudolf Lupke & Cie, Kunstwollfabriken Brand & Kornelimünster“ ein. Nach einer wirtschaftlich schwierigen Zeit für Lupke während des Ersten Weltkriegs und den Jahren danach erwarb Walter Lichtenstein, Alleineigentümer der „Lumpensortieranstalt und Kunstwollfabrik W. Heymann AG“ aus Inden, den Gesamtkomplex und erhielt die Betriebsgenehmigung für die Karbonisierung von Textilien. Arisierungsmaßnahmen in den 1930er-Jahren führten zur Ausbürgerung des jüdisch stämmigen Eigentümers Lichtenstein und zum Eintrag des Unternehmens in die Liste der gesperrten Vermögen. Erst nach dem Zweiten Weltkrieg ging im Jahr 1947 die Reißwollfabrik wieder an Walter Lichtenstein zurück. Er selbst, der seit seiner Ausbürgerung in der Schweiz lebte, kehrte jedoch nicht mehr zurück und überschrieb sein nunmehr freies Unternehmen seinem ehemaligen Prokuristen Karl Reuter, der dieses zusammen mit Oskar und Kuno Rohland als „Textilwerk Rohland & Co“ weiterführte. Der neben dem Wasserbecken liegende sogenannte „Rohlandkanal“ wurde von der Firma Rohland als Versorgung für die Wasserturbinen der Textilfabrik neu eingerichtet. Dreißig Jahre später erlebte angesichts der internationalen Konkurrenz aus den Niedriglohnländern auch die Firma Rohland starke Einbußen und musste 1977 ihren Betrieb einstellen. Infolgedessen wurden die mittlerweile unter Denkmalschutz gestellten Werksanlagen 1985 an eine private Investorengemeinschaft verkauft, die sodann die vormaligen Mühlen- und Fabrikgebäude für ihre neue Nutzung als Büro-, Gewerbe- und Wohnflächen umbauen ließen.

## Baucharakteristik

### Direktionsgebäude

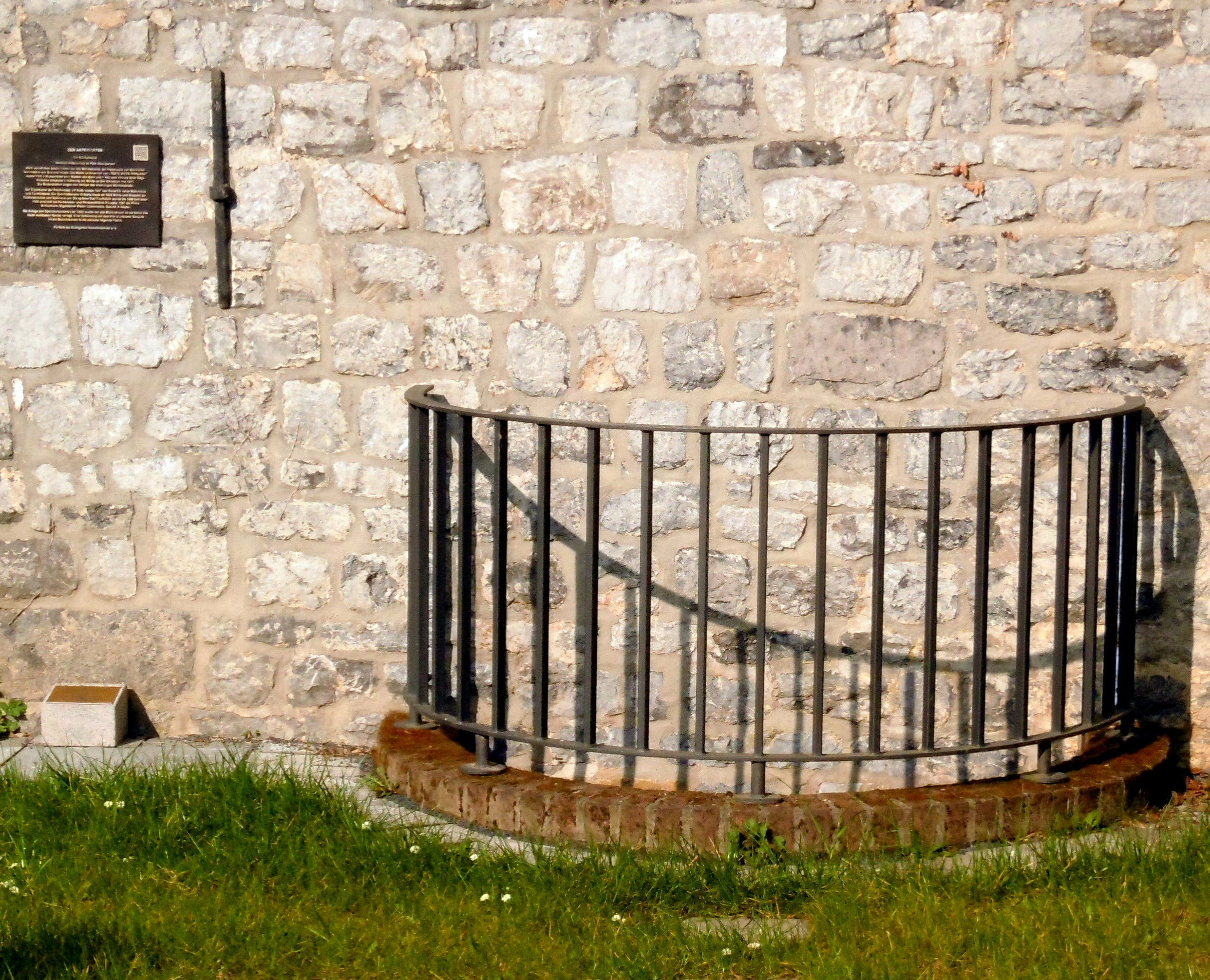
Einfluss Mühlenkanal

Bei den unter Denkmalschutz gestellten Bauten handelt es sich zum einen um das ehemalige Direktionsgebäude, das sich als mehrheitlich eingeschossiges und neunachsiges Frontgebäude in Bruchsteinbauweise darstellt.  An seinen beiden rechten Achsen befindet sich eine abgerundete Tordurchfahrt mit Blausteinrahmungen, auf der mit Metallbuchstaben der Schriftzug „Textilwerk Rohland“ angebracht ist. Über der Tordurchfahrt sind zwei kurze Segmentbogenfenster eingelassen, die auf ein dortiges  Obergeschoss schließen lassen. In der linken neunten Achse des Rechteckbaus deuten zwei versetzt übereinander eingebaute kürzere Fenster ebenfalls auf zwei Geschosse hin. In dieser Achse befindet sich zudem auf Bodenhöhe der Einlass des Rohlandkanals, der das Wasser unter dem Bau hindurch zu dem Fabrikgebäude im Hinterhof führt. Die Achsen drei bis acht des Hauptgebäudes sind mit je einem hohen Segmentbogenfenster im Format eines Hochparterres ausgestattet. Westlich an das Direktionsgebäude schließt sich ein dreigeschossiges, sechsachsiges, weiß geschlämmtes Backsteingebäude an, dem später noch ein weiterer kurzer Anbau im rechten Winkel vorgesetzt wurde.

### Fabrikgebäude

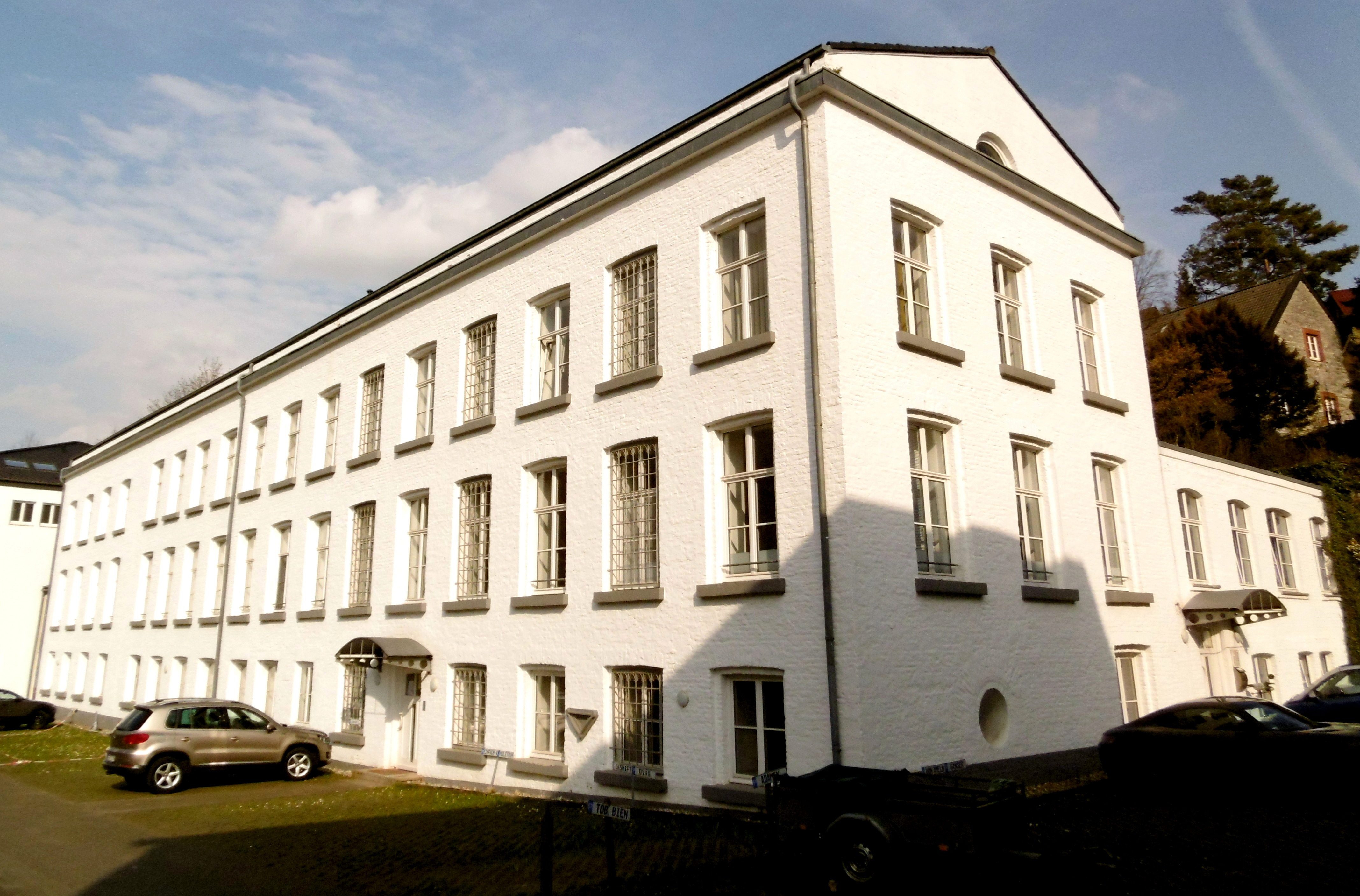
Fabrikgebäude

Das von Gotthard Startz 1835 neu erbaute Fabrikgebäude im rückwärtigen Teil der Hofeinfahrt zeigt sich als dreigeschossiger weiß geschlämmter langer Backsteinbau mit drei zu neun Achsen, der später um weitere acht Achsen verlängert sowie an seiner Schmalseite mit einem kleinen zweigeschossigen und vierachsigen Anbau nach rechts erweitert wurde. Die durchweg hochrechteckigen Fenster sind mit Fensterbänken aus Blaustein ausgestattet und vereinzelt mit schmiedeeisernen Schutzgittern versehen. Die einst feingegliederten Gusseisenfenster selbst sind zwischenzeitlich durch weiße, historisch anmutende Holzfenster ausgetauscht worden.
Das langrechteckige Fabrikgebäude ist mit einem flachen Satteldach abgedeckt, in dessen seitlichen Flachgiebel noch eine halbrunde Fensterluke eingelassen ist. Mittig der ersten und zweiten Achse an dieser Schmalseite befindet sich in Parterre eine kreisförmige Luke, die als Einlass für den früheren Mühlenkanal diente.

### Abteigarten

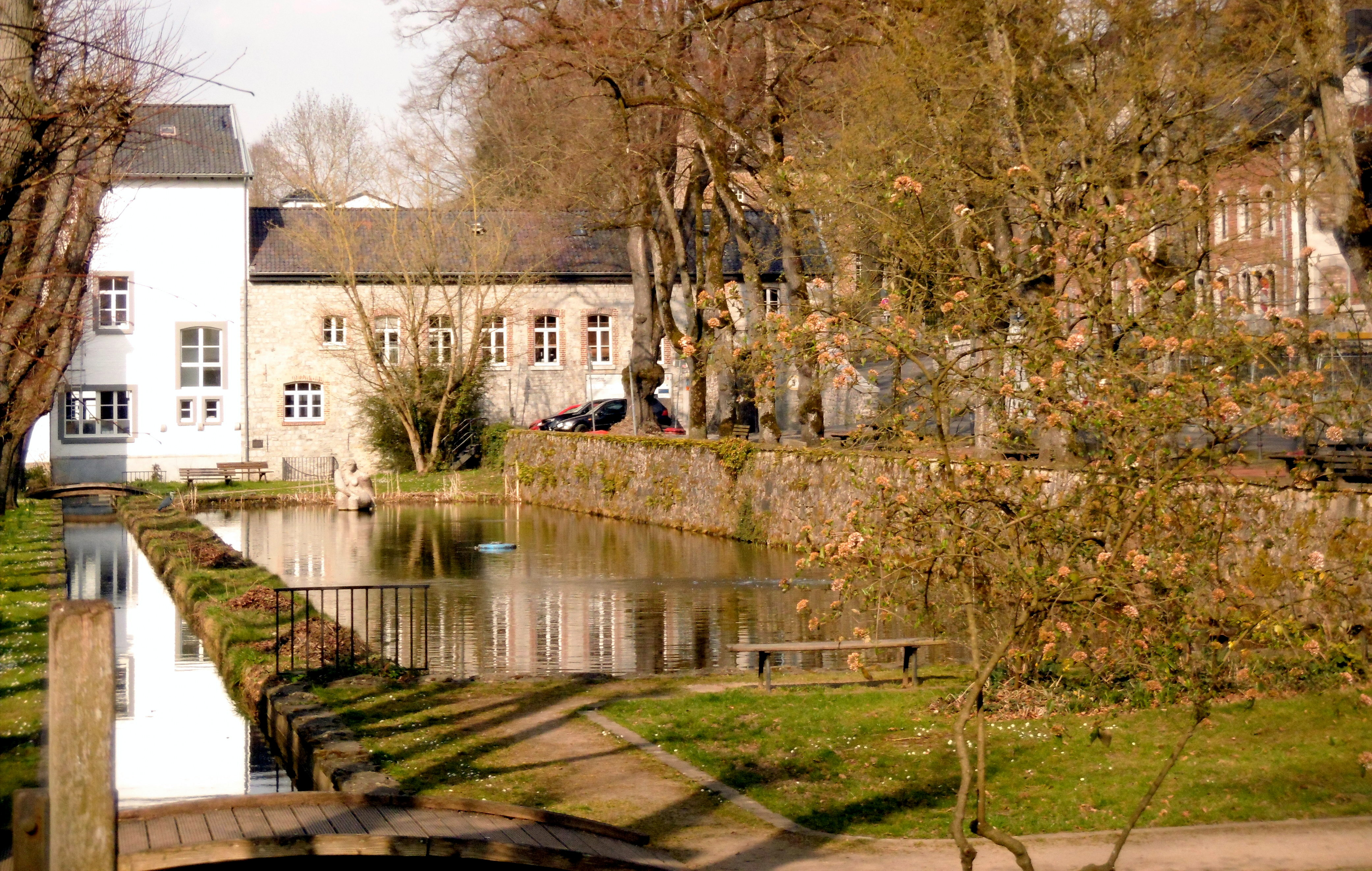
Abteigarten mit Mühlenteich und Mühlenkanal
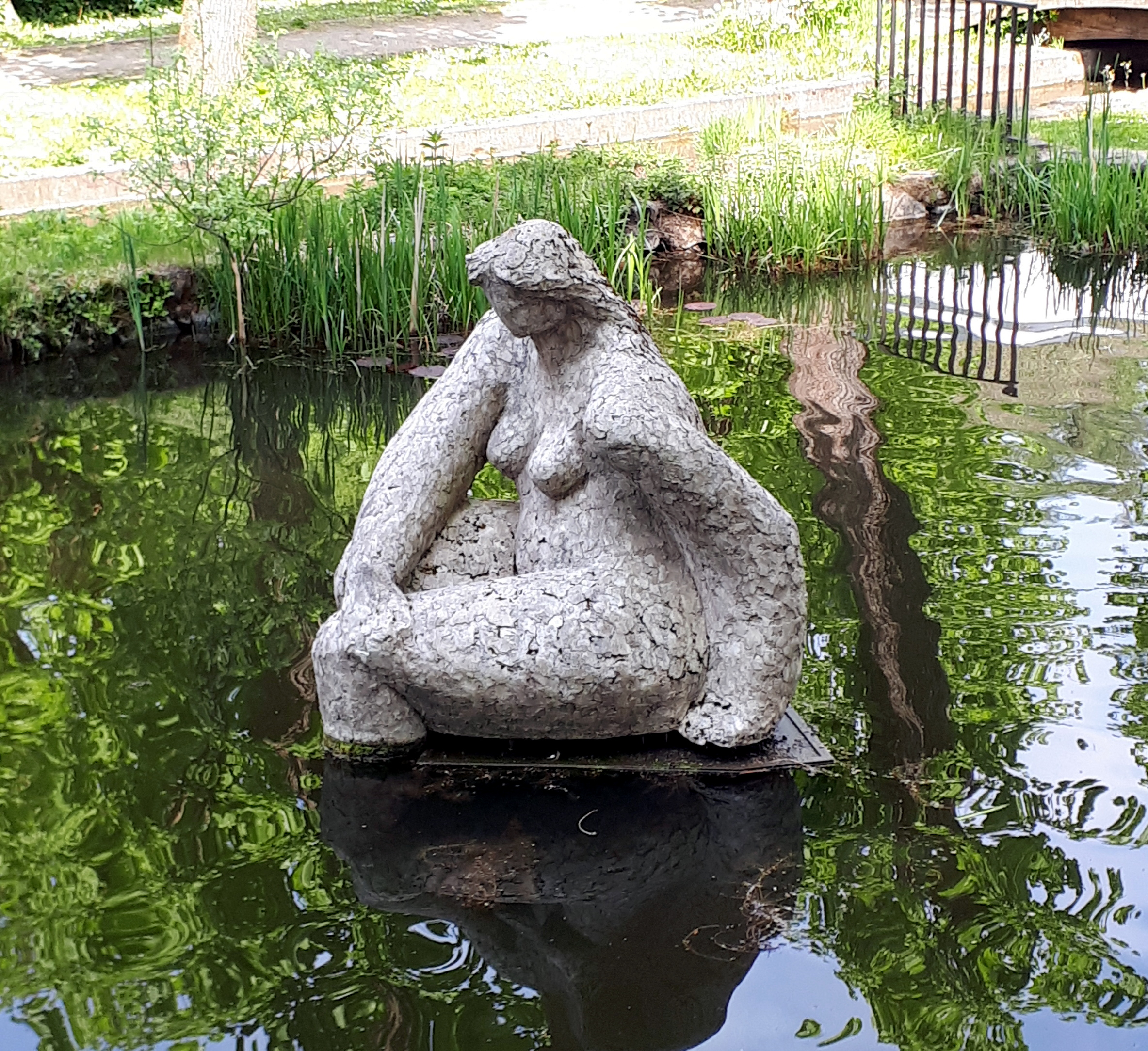
„Große Badende“

Das Vorfeld der Mühlenanlage, der so genannte Abteigarten, wurde zu einer parkähnlichen Anlage im barocken Stil angelegt, in der der mit Natursteinen eingefasste langgestreckte Mühlenteich den optischen Mittelpunkt bildet und eine Sichtachse auf das Direktionsgebäude der Abteimühle bietet. Am oberen Ende des Mühlenteichs sitzt die Betonskulptur „Große Badende“ des Künstlers Rolf Kretzschmar im Wasser, die zunächst eine Leihgabe war und 2007 vom Förderverein erworben wurde. Mit einem Erdwall getrennt fließt an der linken Seite des Mühlenteichs der im Jahr 2002 restaurierte Mühlenkanal aus dem 19. Jahrhundert, der unterirdisch von dem Bach Inde abgezweigt und heutzutage ebenfalls unterirdisch durch das Betriebsgelände der Abteimühle verläuft.
Der kleine Park, der namensgebend für die dortige Straßenbezeichnung „Promenade“ ist, weist einen alten gepflegten Baumbestand auf und ist rund um den Mühlenteich mit Randwegen, die teilweise mit Bogenbrücken über den Mühlenkanal verbunden sind, ausgestattet, an denen zahlreiche Sitzbänke ebenso zum Verweilen einladen wie eine integrierte Boulebahn. Für den Erhalt und die Pflege der Grünanlage zeichnet der „Förderkreis Abteigarten Kornelimünster e. V.“ verantwortlich.